# ۷۶۷۲ هاوکینگ
سیارک ۷۶۷۲ هاوکینگ (به انگلیسی: 7672 Hawking، نامگذاری:1995UO2) هفت هزار و ششصد و هفتاد و دومین سیارک کشف شده‌است که در ۲۴ اکتبر ۱۹۹۵ کشف شد.
قدر مطلق سیارک برابر ۱۵٫۶۰ است.
این سیاره به افتخار استیون هاوکینگ نام گذاری شده‌است.